# Korobeiniki

Das Korobeiniki-Thema

Korobeiniki (russisch Коробейники „Hausierer“ im Plural), auch Korobuschka (russisch Коробушка „Kiste“) und auch bekannt als Tetris-Lied oder Tetris-Theme, ist ein russisches Lied, welches auf dem 1861 geschriebenen gleichnamigen Gedicht von Nikolai Alexejewitsch Nekrassow (1821–1878) basiert. Das Gedicht wurde noch im selben Jahr in der Zeitschrift Sowremennik gedruckt. Korobeiniki waren Hausierer, die im vorrevolutionären Russland unter anderem Stoffe, Kurzwaren und Bücher verkauften.
Der Liedtext beschreibt ein nächtliches Techtelmechtel zwischen einem jugendlichen Hausierer und einer dunkeläugigen Katja; das Lied erreichte aufgrund seiner eingängigen Melodie schnell den Status einer russischen Volksweise. Es wurde bekannt durch seinen Tanzcharakter und sein stetig ansteigendes Tempo (Accelerando).
In der deutschen Bündischen Jugend wurde die Melodie schon um 1930 bekannt und sehr frei mit dem Text „Asien bebe!“ unterlegt.

## Moderne Interpretationen
Korobeiniki war als eine von drei wählbaren Hintergrundmelodien (die so genannte Music A) in Nintendos Tetris für den Game Boy zu hören und wurde somit quasi über Nacht in der westlichen Welt bekannt. Aufgrund dessen wird Korobeiniki meist mit dem Puzzlespiel in Verbindung gebracht, was sich die The Tetris Company, die Lizenzgeber der Tetris-Marke, durchaus bewusst sind. Als Teil der so genannten „Tetris Guideline“ sind Lizenznehmer (unter anderem auch SEGA, Ubisoft, Electronic Arts und Enhance) dazu verpflichtet Korobeiniki in neuen Tetris-Computerspielen zu inkludieren.
Das Lied fand auch in Filmen wie Die durch die Hölle gehen (Originaltitel: The Deer Hunter), Snatch – Schweine und Diamanten (gespielt auf einer Balalaika), Agent Null Null Nix (Originaltitel: The Man Who Knew Too Little)
Duell – Enemy at the Gates Verwendung. Die Rock-Band Ozma coverte Korobeiniki und veröffentlichte es auf ihrem 2002 erschienenen Album „The Doubble Donkey Disc“. In der US-amerikanischen Fernseh-Serie House of Cards singt der fiktive russische Präsident Viktor Petrov (Lars Mikkelsen) das Lied während eines Treffens mit Frank Underwood. Korobeiniki ist auch der Themensong des Charakters Borat Sagdiyev aus Da Ali G Show und diente MC Lars als Vorlage für sein Lied „21 Concepts“.
Darüber hinaus existieren von Korobeiniki noch unzählige Techno- und Trance-Remixes verschiedenster Interpreten.

## Korobeiniki im russischen Original
| Original | Deutsche Übersetzung |
| --- | --- |
| Ой полным полна коробушка Есть и ситец, и парча. Пожалей, душа-зазнобушка, Молодецкого плеча. Выйду, выйду в рожь высокую, Там до ночки погожу, Как завижу черноокую, Все товары разложу. Цены сам платил немалые, Не торгуйся, не скупись, Подставляй-ка губки алые, Ближе к молодцу садись. Вот уж пала ночь туманная, Ждёт удалый молодец... Чу, идёт! – пришла желанная, Продаёт товар купец. Катя бережно торгуется, Всё боится передать, Парень с де́вицей целуется, Просит цены набавлять. Знает только ночь глубокая, Как поладили они. Распрямись ты, рожь высокая, Тайну свято сохрани! Ой, легка, легка коробушка, Плеч не режет ремешок! А всего взяла зазнобушка Бирюзовый перстенёк. Дал ей ситцу штуку целую, Ленту алую для кос, Поясок – рубашку белую Подпоясать в сенокос... Все поклала ненаглядная В короб, кроме перстенька: «Не хочу ходить нарядная Без сердечного дружка!» То-то, дуры вы, молодочки! Не сама ли принесла Полуштофик сладкой водочки? А подарков не взяла! Так постой же! Нерушимое Обещаньице даю: Опорожнится коробушка, На Покров домой приду И тебя, душа-зазнобушка, В божью церковь поведу!" Вплоть до вечера дождливого Молодец бежит бегом И товарища ворчливого Нагоняет под селом. Старый Тихоныч ругается: „Я уж думал, ты пропал!“ Ванька только ухмыляется - Я-де ситцы продавал! | O meine Kiste ist so voll, Wir haben Kaliko und Brokat. Hab Erbarmen, oh meine Liebe, mit der Schulter dieses Burschen! Ich werd’, ich werd’ raus ins hohe Roggenfeld geh’n, Ich werd’ dort warten, bis die Nacht einbricht, Sobald ich das dunkeläugige Mädchen seh’, Werde ich all meine Waren ausstellen. Ich habe selbst keinen kleinen Preis bezahlt, Also verhandle nicht und sei nicht geizig, Bring deine roten Lippen zu mir, Setz dich näher zu diesem feinen Burschen. Die neblige Nacht ist schon gekommen, Der kühne Bursche wartet bereits, Horch, da ist sie! Die Gewünschte ist gekommen, Der Händler verkauft ihr seine Waren. Katja feilscht sorgfältig, Sie hat Angst zu viel zu bezahlen, Ein Bursche küsst sein Mädchen, Fragt sie den Preis zu erhöhen. Nur die tiefe Nacht weiß, Auf was sie sich geeinigt haben. Richte dich auf, oh hoher Roggen, Und halte ihr Geheimnis für dich! O, meine Kiste ist so leicht, Der Schulterriemen tut nicht mehr weh! Und alles was mein Mädchen nahm, War ein türkisfarbener Ring. |